# スキャラワグ
スキャラワグ（英: scalawag）は、アメリカ合衆国の南北戦争が終わった後のレコンストラクション時に、元アメリカ連合国に入っていた南部で共和党員となった白人のことである。この言葉は元々軽蔑的な意味があり、字義では「裏切者」、「変節漢」、「やくざな奴」という意味があったが、21世紀の学者や参考書でも書き言葉として使われている。戦後のスキャラワグは戦中に南部にいたアメリカ合衆国維持派に重なるが、明確な集団をなしていた訳ではなかった。
スキャラワグは解放された人々（元奴隷の黒人）や北部からやってきた者達（やはり軽蔑的にカーペットバッガーと呼ばれた）との連携を取り、州や地方政府の支配権を取った。この連携による支配はバージニア州を除いた元アメリカ連合国各州であり、1866年から1877年の間、州によって期間は異なるが続いていた。スキャラワグの中でも著名な人物は、ロバート・E・リーに続く上級将校であったジェイムズ・ロングストリートと、戦時にジョージア州知事であったジョセフ・ブラウンであった。アメリカ連合国を支持していなかった者は1867年のレコンストラクション法に基づく「鉄の誓い」を行うことで選挙権や被選挙権が認められた。1870年代、多くの者が共和党から保守的民主党連合に鞍替えし、リディーマー（字義では買い戻す人）と呼ばれた。保守的民主党は1877年までにすべての南部州で共和党から支配権を取り戻した。

## 政治活動
1961年、歴史家のジョン・ホープ・フランクリンは南部にいたアメリカ合衆国維持派の動機を評価した。フランクリンは、多くの南部人が投票権や政治参加を許されるにつれて次のようになったと述べている。
アラバマ州では、スキャラワグが共和党を支配した。1868年から1881年の間、117名の共和党員が州の行政職、司法官および連邦議会や連邦裁判所の中でも最も魅力があり重要なポストに候補となり、選出され、指名された。その中には76名の南部白人、35名の北部人および8名の黒人が含まれた。レコンストラクションの間の州政府では、南部白人が特に支配的となった。51名が候補者となったが、カーペットバッガー11名や黒人1名に比して大きな比率であった。スキャラワグでは27名が州の行政職に（75％）、24名が司法官に（89％）推薦され、101名がアラバマ州議会議員に（39％）選ばれた。しかし、連邦政府の役職に選ばれたスキャラワグは少なかった。連邦議会に推薦あるいは選ばれたスキャラワグは15名(48％)であり、カーペットバッガー11名、黒人5名に対し比率は落ちていた。1867年の州憲法制定会議の代議員となったスキャラワグは48名（連邦党員の49.5％）であり、1875年の憲法制定会議では7名（勢力の落ちた共和党では58％）であった。
サウスカロライナ州には約10万人のスキャラワグがおり、白人人口の約15％に相当した。共和党の全盛時には、裕福な白人を惹き付け、特に心を開いた民主党員と責任ある共和党員の間の協調を恃む中道の者が多かった。歴史家のハイマン・ルービンは、共和党の崩壊が党の支配を特徴づけるようになった政治腐敗と党派抗争という不穏な傾向から生まれたとしている。これらの失敗が北部人を失望させて1876年に州共和党を棄てさせ、ウェイド・ハンプトンが指導する民主党が保守的支配を取り戻した。北部人は多くの共和党員に静かにしているかあるいは民主党に鞍替えするかさせるために暴力的な脅しすら使った。
最も著名なスキャラワグはミシシッピ州のジェイムズ・ラスク・アルコーンであった。1865年にアメリカ合衆国上院議員に選ばれたが、全ての南部人と同様に、議会がレコンストラクションを検討している間は議席を得られなかった。議会で共和党が提案した解放された人々の参政権を支持し、アメリカ合衆国憲法修正第14条に賛成した。アルコーンは州議会で3分の1を構成し、カーペットバッガーや解放された人々と連携するスキャラワグの指導者となった。1869年には共和党員によって知事に選ばれ、1870年から1871年までその職にあった。近代化を進めるために、元ホイッグ党の志を同じくする者を、それが民主党員であっても指名し活用した。強く教育の改革を進め、黒人のみの公的学校や州立アルコーン大学と呼ばれる黒人のための大学設立に動いた。その学長のハイラム・レベルズを味方にして推進した。急進的共和党員はアルコーンに対抗し、その後援会政策には怒った。ある者は、アルコーンの政策が政治、社会、経済の総合的改革よりも「南部の古い文明の近代化」を目指しているとこぼした。
アルコーンは上院議員(1871年-1877年)になるために知事を辞職し、ハイラム・レベルズと入れ替わった。レベルズはアメリカで初めてのアフリカ系アメリカ人上院議員であった。上院議員になってからは南部白人が政治的に制限されていた状態の撤廃に動き、連邦議会で急進的共和党が提案する社会的平等の強制には反対した。綿花に課税する連邦法を泥棒と非難し、ミシシッピ州での人種を隔離した学校を擁護した。アルコーンは元奴隷所有者であったが、奴隷制を「国という体のガン」と表現し、自分や他の多くの南部人がそれを無くしたことについて感じる満足を表明した。
アルコーンはミシシッピ州共和党で他の派閥を率いるカーペットバッガーのエイデルバート・エイムズ上院議員と激しい政争を演じた。黒人の大半はエイムズを支持し、レベルズなど多くがアルコーンを支持したので党内に亀裂が生じた。1873年、両者は知事職を勝ち取ることで決着を求めた。エイムズは急進派共和党員とアフリカ系アメリカ人の大半に支持され、アルコーンは保守派白人とスキャラワグの大半の票を集めた。結果はエイムズが69,870票対50,490票で勝利し、アルコーンは州の政治から引退した。

## 語源
スキャラワグという言葉は元々軽蔑的な渾名であったが、多くの歴史家によって使いやすい簡単な言葉として使われている。語意は「やくざな奴」である。歴史家のテッド・タンネルはその語源について次のように書いている。

## 政治腐敗の告発
スキャラワグはリディーマーによってその腐敗を非難された。歴史家のダニング学派は民主党の主張に同調した。ジョン・ホープ・フランクリンはダニング学派に同意して、スキャラワグは政治の汚職と腐敗について「少なくとも一部は責められるべき」と言った。「しかし、彼らの最も重大な犯罪は南北戦争中も合衆国に忠実であったこと、あるいは忠実であったと宣言してそれで急進的レコンストラクションの間に完全な市民権を享受したことである。」
レコンストラクションの時代に保守的であった民主党員は、スキャラワグが財政的にも政治的にも腐敗し、政府が個人の利益に繋がるのでその悪い政府を喜んで支持したと主張した。あるアラバマ州の歴史家は、「経済的事項について、スキャラワグと民主党員は彼らに利害関係のある経済発展の計画を熱心に推進し、アラバマ州議会を通じて州財務に利点のある法令を作る手段については何の罪の意識も示さなかった。共和党も民主党も帳簿を付けることの質においては同じくらい悪名高かった。」と主張した。しかし、歴史家のエリック・フォーナーはスキャラワグがリディーマーを含めて他のどの時代の政治家よりもその腐敗程度に差があったかについては十分な証拠がないとも言っている。
サラ・ウールフォーク・ウィギンスは人種問題に関連して、「白人の共和党員と民主党員は黒人の投票を勧誘したが、本当に必要な時を除いて役職に推薦してそれに報いようとはしなかった。白人に選択権が有る場合は尚更だった。その結果は予測できた。この期待した量の半分の素振りでは黒人も共和党員も満足させなかった。アラバマ州における共和党の致命的な弱さは、南部の何処でも同じように、2人種を許容する政党を作れなかったことであった。短期間の権力を得たとしても民主党の恐怖から党員を守れなかった。アラバマ共和党は言葉の上でも肉体的にも永久に守りを強いられた。」と論じた。
社会的圧力によって、スキャラワグは保守的民主党のリディーマーと提携することを迫られた。少数の者は「ブラック・アンド・タン」共和党の「タン」の部分となって活動したが、1877年以降は南部各州で少数派となった。

## 影響
白人の南部共和党員には、以前は南部で閉じ籠もっていた奴隷制度廃止論者や、解放された人々の平等権を支持する元奴隷所有者が含まれていた。この後者の集団の中で著名な者はサミュエル・フィリップスであり、後に「プレッシー対ファーガソン事件」（1896年）で人種差別に反対した。その他にも、単純に政治的に成功の機会を提供してくれるので支配勢力である共和党に入りたいと考えた者がいた。多くの歴史家はスキャラワグを社会階級の中で表現し、特権的農園主階級ではなく平均的には財産が少なく名声も無い者達であったとした。
アパラチア山脈に近い地方では共和党の小集団が見られた。この地域の人々はほとんど奴隷を持っていなかったし、輸送力が弱く、貧困に喘ぎ、アメリカ連合国とレコンストラクション以降は保守的民主党に支配的な平野部政治家に対して不満を表明していた。民主党の強い基盤であったウエストバージニア州、東部ケンタッキー州、東部テネシー州、西部バージニア州、ノースカロライナ州および、アーカンソー州北部のオザーク高原地区では、共和党が拠点を作った。これらの地域は共和党が続いているか、あるいは復活した。これら地方の人々は長い間農園主階級に敵意を抱いてきた。南北戦争中も北軍に近い感情を持っていた。アンドリュー・ジョンソンはその代表であった。彼らはレコンストラクションを歓迎し、議会で急進派共和党員が推奨することの多くも歓迎した。
トマス・アレクサンダーが1961年に示したように、1865年以降の南部にはホイッグ党に固執する者もいた（消滅したホイッグ党の原則に賛同する者）。元ホイッグ党支持者の多くが共和党員になり、教育や公共施設の近代化を推奨した。特に道路と鉄道の改良に主眼が置かれた。多くの者はリディーマーに加わり、レコンストラクションの時代にアフリカ系アメリカ人に約束された公民権の時代に代わって、ジム・クロウ法の時代は人種差別と第2階級市民の構築に努め、それが20世紀まで続いた。
ジェイムズ・アレックス・バゲットは742名のスキャラワグを抽出し、これに反対して置き換わったリディーマー666名と比較した。アッパー・サウス、南東部および南西部の3地区に分けて論じた。戦前、戦中、戦後の3時代、出生の場所、職業、資産価値、奴隷の所有状況、学歴、党内活動、脱退時の立場、戦争と戦後の政治的立場を調査した。
バゲットは南部の1400名の調査の結果を点数で示した。
- 1点：1860年大統領選挙で脱退に反対したブレッケンリッジの支持者
- 2点：1860年大統領選挙でベルまたはダグラスの支持者
- 3点：1860年から1861年にかけて脱退に反対した者
- 4点：戦中の受動的合衆国維持派
- 5点：平和党推奨者
- 6点：戦中の活動的合衆国維持派
- 7点：戦後の統一党支持者

ブラッグによると、点数が高い者ほどその人はスキャラワグの可能性が高いという。